# Marco Petta
Marco Petta (in albanese: Marku Peta; Piana degli Albanesi, 15 gennaio 1921 – Grottaferrata, 26 settembre 2007) è stato un abate italiano di etnia albanese (arbëresh), esarca del Monastero Esarchico di Grottaferrata dal 1994 al 2000. Fu studioso della presenza monastica greco-bizantina in Italia.

## Biografia
Marco Petta era nato a Piana degli Albanesi il 15 gennaio 1921.
Entrato a far parte della comunità monastica bizantina della Badia di Grottaferrata, divenne novizio nel 1935 e fece professione solenne, diventando megaloschimo, nel 1941. Fu ordinato presbitero il 5 aprile 1945. Compì studi umanistici ed ecclesiastici e si dedicò con impegno ed interesse alla sua duplice vocazione: vita monastica e studi. Uomo profondamente intellettuale e colto, parlava correttamente il greco antico e l'albanese arbëresh.
Nominato archimandrita o esarca (abate) di Santa Maria di Grottaferrata il 10 agosto 1994; è divenuto emerito il 31 gennaio 2000.
Bibliotecario della badia già dal 1944, questo ruolo gli diede la possibilità di studiare in modo specifico i preziosi codici che vi si conservano, dando importanti contributi negli studi bizantini. Le numerose pubblicazioni monografiche, gli articoli su riviste specializzate, le relazioni e le conferenze svolte in varie manifestazioni culturali testimoniano i suoi notevoli apporti negli studi bizantini, o italo-greci cosiddetti, in particolare. Dedicò attenzione anche alle varie espressioni del patrimonio culturale degli storici albanesi d'Italia (storia, tradizioni, rito, ecc.) e alla storia locale di Grottaferrata. Studiosi e seguaci di storia, di liturgia e di filologia bizantina, al compimento del suo 70º anno, gli dedicarono una ampia miscellanea, con una pubblicazione per l'imponente patrimonio culturale e bibliografico curato.
Ha diretto per anni, dal 1960 al 1984, il Bollettino della Badia Greca di Grottaferrata.
Morì all'età di 86 anni a Grottaferrata il 26 settembre 2007.

## Opere
- Appunti di bibliografia albanese
- Inni inediti di Iob monaco
- Oikoumenikon
- Storia delle fiere di Grottaferrata
- Atti del convegno teologico sul Concilio Ecumenico
- Tre manoscritti greci della chiesa parrocchiale di Galatone
- L'inventario dei manoscritti criptensi del p. Placido Schiappacasse
- Apollinare Agresta, Abate generale basiliano (1621-1695)
- La erezione dell'Abbazia di Grottaferrata a Monastero Esarchico
- Fonti per la storia del monachesimo basiliano nei secoli XVI-XVIII